# Tequisquiapan
 (février 2025).
Si vous disposez d'ouvrages ou d'articles de référence ou si vous connaissez des sites web de qualité traitant du thème abordé ici, merci de compléter l'article en donnant les références utiles à sa vérifiabilité et en les liant à la section « Notes et références ».
Tequisquiapan est une ville mexicaine du Querétaro située à une soixantaine de kilomètres à l'est de Santiago de Querétaro, la capitale de l'État. Elle est classée comme Pueblo Mágico et fait partie de la région naturelle du Bajío.